# Comité national polonais (1848)
Pour les articles homonymes, voir Comité national polonais.
Le Comité national polonais, (en polonais : Komitet Narodowy Polski),  est créé en Pologne durant l'Insurrection de Grande-Pologne de 1848.  

## Historique
En 1848, la population polonaise du Grand-duché de Posen se soulève contre les forces d'occupation prussiennes.
Le Comité national polonais des personnalités politiques polonaises ainsi que des avocats représentent les intérêts polonais dans les négociations avec le Royaume de Prusse. Son président est Gustaw Potworowski et parmi ses membres se trouve l'activiste pro-polonais et homme politique prussien Karol Libelt.

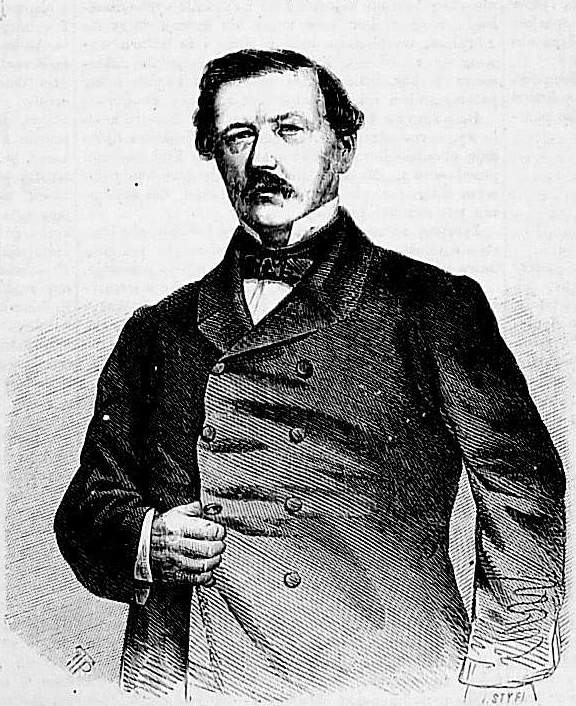
Gustaw Potworowski
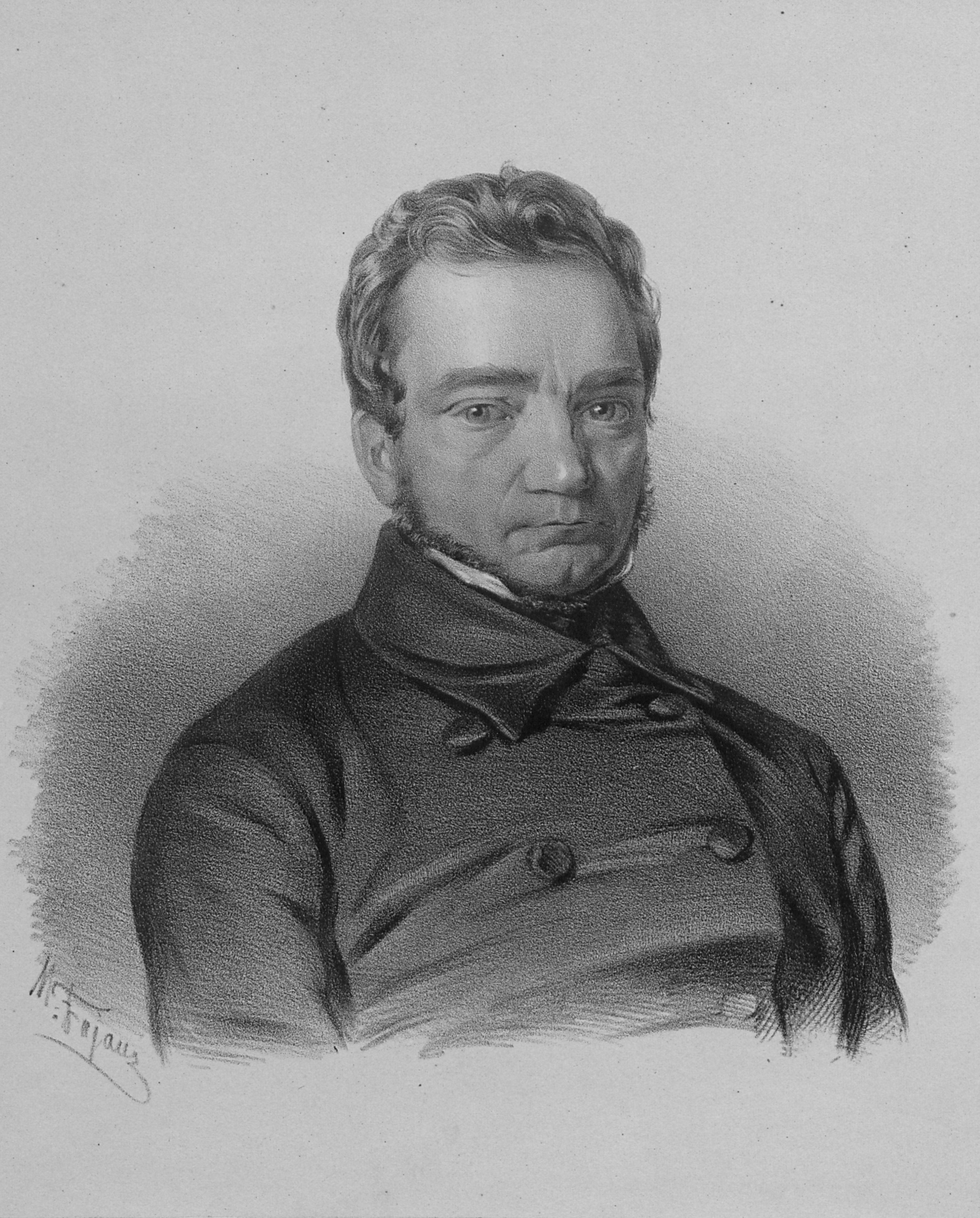
Karol Libelt